# Arlene McCarthy
Arlene McCarthy (* 10. Oktober 1960 in Belfast, Nordirland) ist eine britische Politikerin (Labour Party). Seit der Europawahl 1994 ist sie Abgeordnete im Europäischen Parlament (SPE-Fraktion).

## Leben
Sie studierte in London, Manchester, Stuttgart und Clermont-Ferrand und war Gastforschungsstipendiatin in Berlin. 1989 bis 1992 arbeitete sie für die Sozialistische Fraktion im Europaparlament, 1991 bis 1992 war sie Dozentin für Politikwissenschaft an der Freien Universität Berlin. Danach war sie bis 1994 Europabeauftragte im Stadtbezirksrat von Kirklees. Seit 1994 ist sie als Abgeordnete der Labour Party für den englischen Nordwesten im Europaparlament. Sie ist Vorsitzende des Ausschusses für Binnenmarkt und Verbraucherschutz und Mitglied der Paritätischen Parlamentarischen Versammlung der EU und der AKP-Gruppe.
Die Abgeordnete wurde vor allem im Rahmen der Richtlinie zu Softwarepatenten bekannt. Im Juni 2002 veröffentlichte sie einen Report, der sich sehr für die Patente einsetzte.